# Aulopareia
Aulopareia és un gènere de peixos de la família dels gòbids i de l'ordre dels perciformes.

## Taxonomia
- Aulopareia atripinnatus (Smith, 1931)
- Aulopareia cyanomos (Bleeker, 1849)[2]
- Aulopareia janetae (Smith, 1945)[3]
- Aulopareia unicolor (Valenciennes, 1837)[4][5][6][7][8][9]